# Dzień Świętego Patryka
Dzień Świętego Patryka (ang. Saint Patrick’s Day, irl. Lá 'le Pádraig lub Lá Fhéile Pádraig) – irlandzkie święto narodowe i religijne obchodzone 17 marca, święto patrona Irlandii – św. Patryka.

## Obchody w Irlandii
Dzień Świętego Patryka jest dniem wolnym od pracy w Irlandii, Irlandii Północnej, Nowej Fundlandii i Labradorze oraz na Montserrat. Najważniejszą tradycją obchodów dnia św. Patryka jest noszenie ubrań w kolorze zielonym. Zielony to narodowy kolor Irlandii, nawiązujący do trawiastego krajobrazu wyspy i symbolizujący koniczynę przypisywaną tradycyjnie świętemu Patrykowi. Irlandczycy w wielu miastach organizują festyny i uliczne pochody, w których dominuje właśnie zieleń.
Głównym symbolem święta jest shamrock, która jest także jednym z symboli związanych tradycyjnie z Irlandią. Według legendy o św. Patryku, wykorzystał on tę roślinę aby wyjaśniać pierwszym irlandzkim chrześcijanom dogmat o Trójcy Świętej. Nie mogli oni zrozumieć, jak to jest możliwe, że są Trzy Osoby Boskie, a jednocześnie są one jednym Bogiem. Jeszcze inną tradycją związaną z obchodami Dnia św. Patryka jest tradycja picia whiskey – obowiązkową szklankę whiskey zwie się „dzbanem Patryka”. Za tą tradycją stoi legenda, wedle której święty Patryk nastraszył pewną karczmarkę, która nie dolewała pełnej miarki trunku, że przez to pojawią się w jej karczmie potwory. Wystraszona kobieta od tego czasu zawsze napełniała szklankę do pełna.
17 marca jest dniem śmierci św. Patryka, stąd tego dnia co roku wspomina się jego życie i dokonania.

## Obchody na świecie
Święto obchodzone jest również poza Irlandią, także w Polsce, co jest związane z popularnością kultury celtyckiej. Przykładem może tu posłużyć Gdańsk, który oświetla na zielono Kotwicę oraz wiadukty (przy Galerii Bałtyckiej oraz przy Polsat Plus Arenie Gdańsk). W Stanach Zjednoczonych obchody Dnia św. Patryka sięgają 1737 r., kiedy „Charytatywne Irlandzkie Stowarzyszenie w Bostonie” zorganizowało pierwszą paradę.
W innych krajach święto to związane jest przede wszystkim z serwowaniem zielonego piwa oraz pokazami irlandzkich tańców i muzyki. Sam zwyczaj podawania tego dnia zielonego piwa, nie jest tradycją rodem z Irlandii, zwyczaj ten wprowadzili potomkowie Irlandczyków, którzy wyemigrowali do Stanów Zjednoczonych w XIX i XX wieku. W samej Irlandii zwyczaj ten pojawił się niedawno, raczej ze względu na turystów, którzy spodziewają się kufla zielonego piwa, niż ze względu na samych Irlandczyków.
By uczcić dzień św. Patryka, w wielu krajach na świecie coraz popularniejsze staje się farbowanie znanych miejsc na zielono. W dniu tym zielone stawały się takie obiekty jak: wodospad Niagara, London Eye, Góra Stołowa w RPA, Empire State Building w Nowym Jorku, Wieża telewizyjna w Berlinie, Krzywa Wieża w Pizie, Opera w Sydney czy Burdż al-Arab w Dubaju, Ratusz w Poznaniu, Stadion Miejski w Poznaniu.

## Galeria

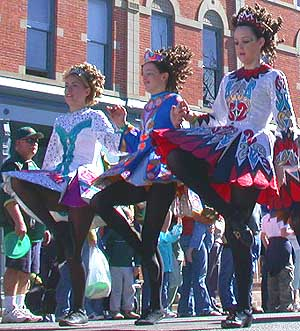
Tańce podczas parady w dniu św. Patryka.
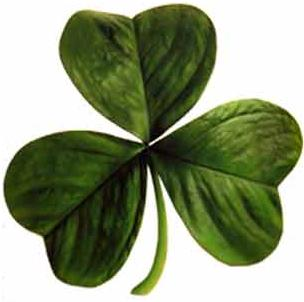
Shamrock – irlandzka zielona koniczyna biała.
Zielona Chicago River w Dzień św. Patryka 2009.
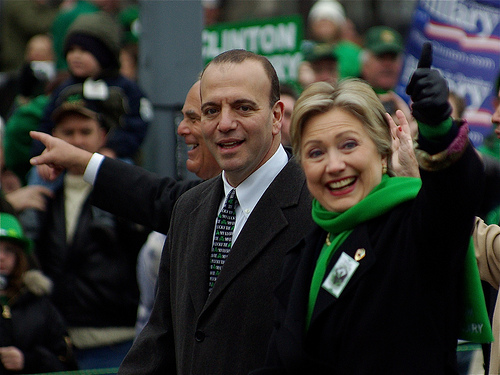
Ed Rendell, Dan Onorato i Hillary Clinton na czele parady św. Patryka w Pittsburghu 15 marca 2008.
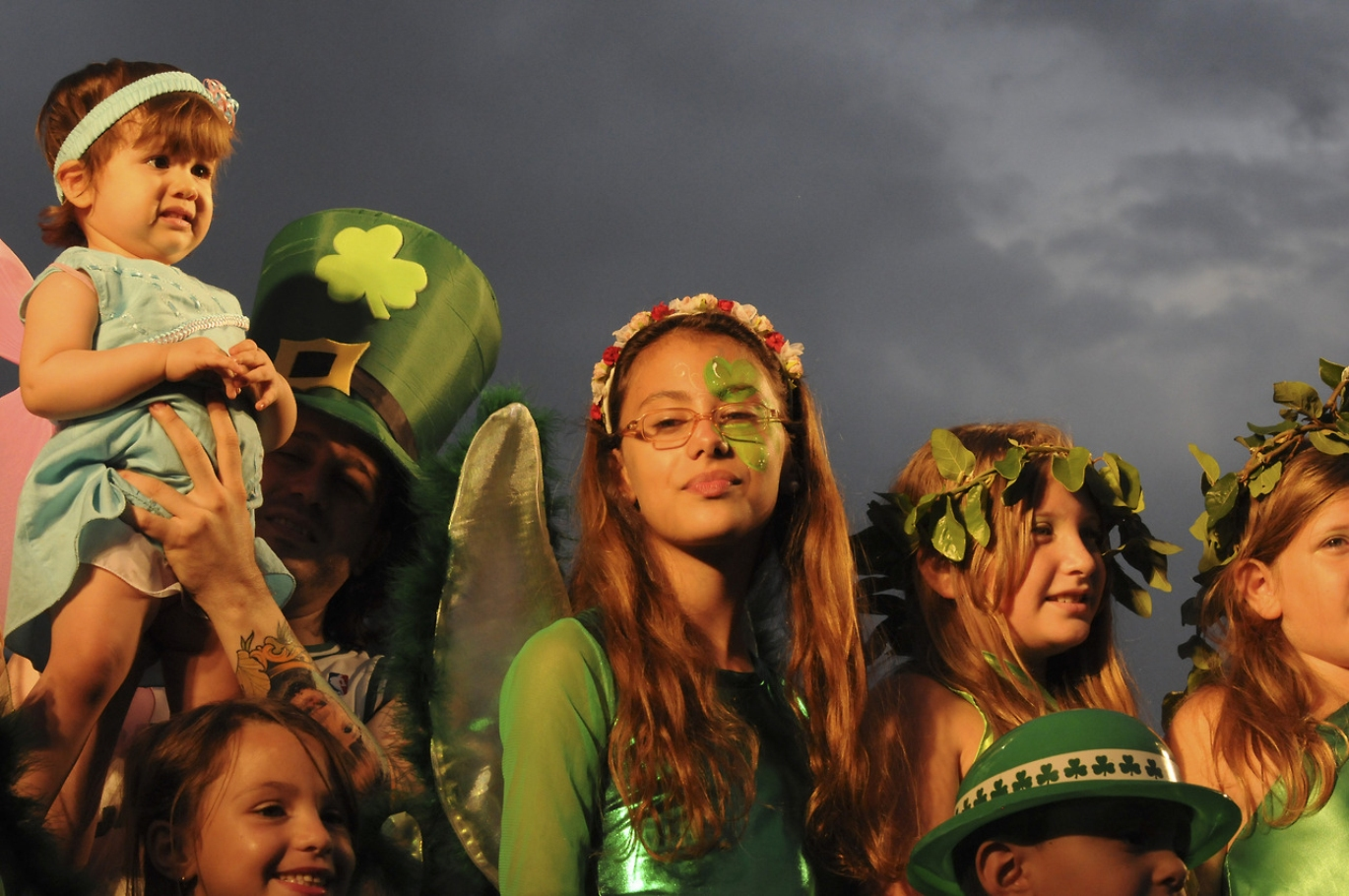
Dzień Świętego Patryka w Buenos Aires (Argentyna)